# Adam Makarewicz
Adam Makarewicz (ur. 10 grudnia 1896 w Trembowli, zm. wiosną 1940 w Charkowie) – kapitan artylerii Wojska Polskiego, działacz niepodległościowy, ofiara zbrodni katyńskiej.

## Życiorys
Syn Leona i Anny z Piskorzów urodzony 10 grudnia 1896 w Trembowli, ówczesnym mieście powiatowym Królestwa Galicji i Lodomerii. Absolwent gimnazjum.
22 sierpnia 1914 wstąpił do Legionów Polskich. Służył w 5. kompanii II batalionu 3 pułku piechoty. Uznany za zaginionego 28 października 1914 pod Sołotwiną. Służył dalej w 9. kompanii III baonu 3 pp. 18 października 1916 służył na Wołyniu w kolumnie amunicyjnej 1 pułku artylerii. 7 kwietnia 1917 został odnotowany w Dywizyjnym Parku Amunicyjnym LP, kolumna amunicyjna PP/2 i wykazany we wniosku komendy 1 pułku artylerii o odznaczenie austriackim Krzyżem Wojskowym Karola. Po kryzysie przysięgowym (lipiec 1917) służył w 1 pułku artylerii Polskiego Korpusu Posiłkowego. Po bitwie pod Rarańczą (15–16 lutego 1918) został internowany w Bustyaháza.
W 1918 przebywał w niewoli ukraińskiej. 17 lipca 1919 jako podoficer byłych Legionów Polskich pełniący służbę w 1 pułku artylerii ciężkiej Legionów został mianowany z dniem 1 lipca 1919 podporucznikiem w artylerii. W szeregach wspomnianego pułku walczył na wojnie z bolszewikami.
19 stycznia 1921 został zatwierdzony z dniem 1 kwietnia 1920 w stopniu porucznika, w artylerii, w grupie oficerów byłych Legionów Polskich. 1 czerwca 1921 pełnił służbę w 1 dywizjonie artylerii ciężkiej Legionów, a później w 3 pułku artylerii ciężkiej w Wilnie. 3 maja 1922 został zweryfikowany w stopniu porucznika ze starszeństwem z dniem 1 czerwca 1919 i 233. lokatą w korpusie oficerów artylerii. W następnym roku służył w 28 pułku artylerii polowej w Dęblinie-Zajezierzu. W 1924 był przydzielony z macierzystego pułku do Szkoły Pomiarów Artylerii w Toruniu. 1 grudnia 1924 prezydent RP nadał mu stopień kapitana z dniem 15 sierpnia 1924 i 65. lokatą w korpusie oficerów artylerii. W październiku 1927 został przeniesiony do 1 dywizjonu pomiarów artylerii w Toruniu. W 1938 został przeniesiony do Dowództwa Obszaru Warownego „Wilno” na stanowisku referenta artylerii.
Dostał się do sowieckiej niewoli i przebywał w obozie w Starobielsku. Wiosną 1940 został zamordowany przez funkcjonariuszy NKWD w Charkowie i pogrzebany w Piatichatkach, gdzie od 17 czerwca 2000 mieści się oficjalnie Cmentarz Ofiar Totalitaryzmu w Charkowie.
5 października 2007 minister obrony narodowej Aleksander Szczygło mianował go pośmiertnie na stopień majora. Awans został ogłoszony 9 listopada 2007, w Warszawie, w trakcie uroczystości „Katyń Pamiętamy – Uczcijmy Pamięć Bohaterów”.

## Ordery i odznaczenia
- Krzyż Niepodległości – 16 września 1931 „za pracę w dziele odzyskania niepodległości”[24][25][26][27]
- Krzyż Walecznych[17][14]
- Srebrny Krzyż Zasługi[14][28][29]
- Medal Pamiątkowy za Wojnę 1918–1921[1]
- Medal Dziesięciolecia Odzyskanej Niepodległości[1]